# Кулешова, Татьяна Владимировна (гимнастка)
Кулешова Татьяна Владимировна (род. 11 января 1995, Москва) — российская гимнастка, член сборной России по командной гимнастике. Чемпионка открытого Чемпионата Чехии 2013, Чемпионка Мирового фестиваля гимнастики 2013, Бронзовый призёр открытого Чемпионата Австрии 2014, Участница Чемпионата Европы 2014. Мастер спорта России (2011 года).

## Биография
Родилась 11 января 1995 года в Москве. Родители — Ирина Николаевна и Владимир Николаевич Кулешовы. Старшая сестра — Евгения.
Окончила школу № 1357 с углубленным изучением английского языка; в настоящее время студентка Российского государственного университета физкультуры и спорта, факультет теории и методики спортивной акробатики.
В 1997 году пришла в спортивную акробатику в зал СДЮШОР 41. Первыми тренерами стали Светлана Александровна Акинфеева и хореограф Ирина Евгеньевна Веденеева. В настоящее время Татьяна тренируется у Андрея Борисовича Лагутина и Галины Михайловны Михалиной.

## Достижения
Неоднократно становилась чемпионкой Москвы и победительницей первенства России по спортивной акробатике.
В 2013 году дебютировала в сборной России в открытом Чемпионате Чехии по командной гимнастике, одержав победу.
В этом же году стала победительницей Мирового фестиваля гимнастики в Кейптауне (ЮАР).
В 2014 году завоевала бронзу в открытом Чемпионате Австрии.
Осенью 2014 года вошла в основной состав сборной России по командной гимнастике в составе: Богданова Анастасия, Волынкина Валерия, Иванова Елизавета, Ковкель Анна, Михеева Ксения, Назарова Светлана, Никифорова Ксения, Размахова Елена. На Чемпионате Европы в Рейкьявике (Исландия) наши гимнастки стали шестыми в общекомандном зачете.

## Награды
- Мастер спорта России (2011)[2].